# Deborah Raffin
Deborah Iona Raffin (* 13. März 1953 in Los Angeles, Kalifornien; † 21. November 2012 ebenda) war eine US-amerikanische Schauspielerin und Produzentin.

## Leben
Deborah Raffin wurde 1953 als eines von drei Kindern der Schauspielerin Trudy Marshall und deren Ehemann Phillip J. Raffin, einem Makler, geboren. Ihre zwei Geschwister heißen Bill Raffin und Judy Holston. Sie besuchte das Valley College in Kalifornien.
Raffin begann ihre Schauspielkarriere im Alter von 20 Jahren. 1981 war sie für einen Golden Globe Award für ihre Rolle in Touched by Love nominiert. Allerdings erhielt sie auch für ebendiese Rolle eine Nominierung für eine Goldene Himbeere. Da ihre Schauspielkarriere zu Beginn nicht sonderlich erfolgreich schien, versuchte sie ihr Glück als Produzentin (z. B. für Futuresport).
Raffin war nach Susan Dey für die Rolle der Sandy in Grease vorgesehen. Allerdings traf der Produzent Allan Carr bei einem Abendessen in Helen Reddys Haus die australische Sängerin Olivia Newton-John und so bekam diese die Rolle.
Allgemeine Bekanntheit erlangte Raffin durch ihre Rolle in der Fernsehserie Eine himmlische Familie, in der sie von 1996 bis 2006 Julie Camden (später Camden-Hastings) verkörperte.
Raffin war seit 1974 mit dem Filmproduzenten Michael Viner verheiratet. Die Ehe wurde 2005 geschieden.
Sie starb im November 2012 im Alter von 59 Jahren an Leukämie.

## Filmografie (Auswahl)

### Als Schauspielerin
- 1973: Vierzig Karat  (40 Carats)
- 1973: Die Weltumsegelung (The Dove)
- 1975: Einmal ist nicht genug (Once Is Not Enough)
- 1976: Demon (God Told Me To)
- 1977: Hexensabbat (The Sentinel)
- 1978: Achtung, Schürzenjäger! (How To Pick Up Girls)
- 1980: Haywire
- 1981: Foul Play (Fernsehserie, 10 Folgen)
- 1983: Easy Flyer (Dance of the Dwarfs)
- 1985: Death Wish III – Der Rächer von New York (Death Wish III)
- 1988: Noble House (Fernsehmehrteiler, 4 Folgen)
- 1989: B.L. Stryker (Fernsehserie, Folge 1x02)
- 1990: Night of the Fox
- 1991: Scanners II (Scanners II: The New Order)
- 1992: Die Mühlen Gottes (The Sands of Time)
- 1993: Morgen früh, so Gott will… (Morning Glory)
- 1996: Home Song
- 1996–2006: Eine himmlische Familie (7th Heaven, Fernsehserie, 18 Folgen)
- 2006: Law & Order: Special Victims Unit (Fernsehserie, Folge 8x02)
- 2008: Emergency Room – Die Notaufnahme (ER, Fernsehserie, Folge 14x13)
- 2008–2010: The Secret Life of the American Teenager (Fernsehserie, 3 Folgen)
- 2020: Grizzly II: Revenge (Grizzly II: The Predator) [1983 gedreht]

### Als Filmproduzentin
- 1988: Im Schatten der Götter (Windmills of the Gods) (Fernsehzweiteiler)
- 1996: Home Song (Fernsehfilm)
- 1997: Oscar Wilde (Wilde)
- 1997: Hier hast du dein Kind (Unwed Father) (Fernsehfilm)
- 1998: Futuresport (Fernsehfilm)
- 1998: Family Blessings (Fernsehfilm, auch Regie)